# Mate Trojanović
Mate Trojanović (Metković, 20. svibnja 1930. – Maribor, 27. ožujka 2015.), bivši hrvatski veslač, osvajač zlatne medalje na Olimpijskim igrama u Helsinkiju 1952. godine zajedno s Dujom Bonačićem, Velimirom Valenta i Petrom Šegvićem u četvercu bez kormilara.
Veslanje je počeo trenirati kao gimnazijalac 1945. Bio je članom splitskog Gusara, a reprezentativac od 1950. do 1952.